# Сапега, Александр Владимирович
Александр Владимирович Сапега (род. 23 марта 1981, Красноярск, СССР) — российский игрок в хоккей с мячом, нападающий и полузащитник, заслуженный мастер спорта России (2006).

## Биография
Начал заниматься хоккеем с мячом в посёлке Сосновоборск в 1988 году в школе «Торпедо». С 1996 года — в школе «Енисея».
С 1998 по 2001 год выступал за дубль «Енисея» в Первой лиге. С 1999 года стал привлекаться в главную команду, выступая за «Енисей» до 2003 года.
В 2003 году перешёл в «Кузбасс», в котором провёл шесть сезонов, став одним из ведущих игроков клуба. Капитан команды в сезоне 2006/07.
Пропустив большую часть сезона 2008/09 из-за травмы, завершил игровую карьеру в 2009 году.
Привлекался в сборную России, в составе которой стал чемпионом мира в 2006 году, проведя одну игру на турнире в финальном матче против сборной Швеции.
Также выступал за вторую сборную России.
В 2011 году начал тренерскую деятельность в хоккейной школе «Енисея».

## Достижения
В клубах
 Серебряный призёр чемпионата России: 2000, 2003, 2004, 2005, 2006 

 Бронзовый призёр чемпионата России: 2007, 2008 

 Обладатель Кубка России: 2007 

 Финалист Кубка России: 2005 (весна) 

 Бронзовый призёр Кубка России: 2001, 2004 

 Обладатель Кубка европейских чемпионов: 2001 

В сборной
 Чемпион мира: 2006 

 Обладатель Суперкубка Европы: 2005 (осень) 

 Серебряный призёр Кубка губернатора Московской области: 2003 (в составе второй сборной России) 

 Серебряный призёр чемпионата мира среди юниоров: 2000 

Личные
- В списке 22-х лучших игроков сезона: 2003, 2006.

## Статистика выступлений

### Клубная
| Сезон     | Клуб                | Чемпионат | Чемпионат | Чемпионат | Чемпионат | Чемпионат | Кубок | Кубок | Кубок | Кубок | Кубок |
| Сезон     | Клуб                | И         | М         | П         | О         | Ш         | И     | М     | П     | О     | Ш     |
| --------- | ------------------- | --------- | --------- | --------- | --------- | --------- | ----- | ----- | ----- | ----- | ----- |
| 1999/2000 | Енисей (Красноярск) | 14        | 0         | 0         | 0         | 0         | 2     | 0     | 0     | 0     | 0     |
| 2000/2001 | Енисей (Красноярск) | 6         | 1         | 0         | 1         | 0         | 9     | 2     | 1     | 3     | ?     |
| 2001/2002 | Енисей (Красноярск) | 27        | 18        | 3         | 21        | 15        | 12    | 10    | 1     | 11    | 10    |
| 2002/2003 | Енисей (Красноярск) | 24        | 19        | 8         | 27        | 40        |       |       |       |       |       |
| 2003/2004 | Кузбасс (Кемерово)  | 26        | 23        | 3         | 26        | 30        | 12    | 9     | ?     | ?     | ?     |
| 2004/2005 | Кузбасс (Кемерово)  | 27        | 32        | 13        | 45        | 0         | 11    | 18    | 7     | 25    | 10    |
| 2005/2006 | Кузбасс (Кемерово)  | 27(1)     | 38(1)     | 9(1)      | 47(2)     | 10(0)     | 8     | 17    | 5     | 22    | 0     |
| 2006/2007 | Кузбасс (Кемерово)  | 31(1)     | 35(1)     | 9(0)      | 44(1)     | 30(0)     | 14    | 17    | 6     | 23    | 15    |
| 2007/2008 | Кузбасс (Кемерово)  | 28(1)     | 29(1)     | 5(0)      | 34(1)     | 10(0)     | 16    | 21    | 9     | 30    | 20    |
| 2008/2009 | Кузбасс (Кемерово)  | 4         | 4         | 0         | 4         | 0         |       |       |       |       |       |
| Всего     | 10 чемпионатов      | 214(3)    | 199(3)    | 50(1)     | 249(4)    | 135(0)    | 84    | 94    | 29    | 123   | 55    |

В чемпионатах России забивал мячи в ворота 23 команд
```
 1.Маяк                 = 24 мяча 13-14.Юность Ом     =  6
 2.СКА-Свердловск       = 21      13-14.Динамо-Казань =  6
 3-4.Металлург Бр       = 16      15-17.Старт         =  5
 3-4.Саяны              = 16      15-17.Динамо М      =  5
 5.Сибсельмаш           = 15      15-17.Волга         =  5
 6.СКА-Забайкалец       = 14(1)   18-20.Кузбасс       =  3
 7.Енисей               = 12      18-20.Север         =  3
 8.Зоркий               = 10(1)   18-20.Строитель С   =  3
 9.Лесохимик            =  9      21.Родина           =  2
10.Байкал-Энергия       =  8(1)   21-22.БСК           =  1
11-12.СКА-Нефтяник      =  7      21-22.Водник        =  1
11-12.Уральский трубник =  7
```

В чемпионатах России количество мячей в играх
по 1 мячу забивал в 76 играх

по 2 мяча забивал в 37 играх
 
по 3 мяча забивал в 8 играх
 
по 4 мяча забивал в 5 играх
 
по 5 мячей забивал в 1 игре
 
Свои 199 мячей забросил в 127 играх, в 87 играх мячей не забивал.

### Комментарии
1. ↑  Количество игр и голов за клуб(ы) в высшем дивизионе чемпионатов России
2. ↑  Результативные передачи
3. ↑  В скобках указаны очки, набранные в аннулированном матче с красногорским «Зорким». Во втором полуфинальном матче чемпионата страны 11 марта в Кемерово гости покинули поле примерно за 20 минут до финального свистка из-за «неадекватного» судейства. В этот момент счёт на табло был 7:1 в пользу «Кузбасса» (первую встречу выиграл «Зоркий» — 4:1). Главный тренер «Кузбасса» Сергей Мяус заявил, что, по его мнению, у соперников просто сдали нервы. Команде «Зоркий» засчитано техническое поражение (5:0). По сумме двух полуфинальных игр победа присуждена команде «Кузбасс»
4. ↑  В скобках указаны очки, набранные в аннулированном матче с иркутской «Байкал-Энергией». 16 декабря в Кемерово, незадолго до финального свистка, игроки гостей, недовольные несправедливым, по их мнению, судейством, самовольно всей командой удалились на скамейку штрафников
5. ↑  В скобках указаны очки, набранные в аннулированном матче с читинским «СКА-Забайкальцем», который снялся с чемпионата страны в связи с отсутствием финансирования